# Majestueux (1781)
Il Le Majestueux fu un vascello di linea francese da 110 cannoni che prestò servizio nella Marine royale tra il 1781 e il 1793, e successivamente nella marina rivoluzionaria e in quella imperiale sino al 1808. Fu rinominato Républicain nel corso del 1797.

## Storia
Seconda unità della Classe Terrible, costituita da due vascelli a tre ponti da 110 cannoni, costruita sui piani realizzativi elaborati dall'ingegnere Joseph Marie Blaise Coulomb. Tali vascelli erano le più potenti navi della flotta francese, destinate a ricoprire il ruolo di nave ammiraglia delle squadra navali.
La costruzione del vascello Le Majestueux fu ordinata il 20 aprile 1780, e la nave fu impostata presso l'arsenale di Tolone il 5 luglio dello stesso anno venendo varata il 17 novembre successivo. All'atto del varo l'armamento previsto era composto da 30 cannoni da 48 libbre, 32 da 24 libbre e 32 da 12 libbre. Il vascello entrò in servizio il 4 febbraio 1781 con un armamento potenziato a 106 cannoni (30 da 36 libbre, 32 da 24, 32 da 12 e 12 da 8). La nave assunse il ruolo di ammiraglia della flotta di Levante. Il 12 dicembre 1781 partecipò alla seconda battaglia di Ouessant, e il 20 ottobre 1782 a quella di Capo Spartel. Tra il 1781 e il 1782 fu nave di bandiera dello chef d'escadre Étienne Pierre de Rochechouart. Nel 1784 l'armamento venne portato a 110 cannoni: 30 cannoni da 36 libbre sul ponte inferiore, 30 cannoni da 24 libbre nel ponte intermedio, 32 cannoni da 12 libbre nel ponte superiore e 16 cannoni da 8 libbre nei castelli di prua e poppa.
Nell'ottobre 1790 fu sostituita nel ruolo di ammiraglia della flotta di Levante dal vascello da 118 cannoni Commerce de Marseille. Con lo scoppio della rivoluzione francese e la caduta della monarchia nel 1792, l'anno successivo il vascello fu modificato nell'armamento, composto da 30 cannoni da 36 libbre sul ponte inferiore, 32 da 24 sul ponte centrale, 32 da 12 sul ponte superiore, 4 obici da 36 e 12 cannoni da 8 sul cassero di prua. Tra l'ottobre 1793 e il 1794 fu nave di bandiera del contrammiraglio Pierre François Cornic-Dumoulin.
Nel 1797 fu rinominato Républicain. Tra il 1799 e il 1800, al comando del capitano di vascello Charles Berrenger fu sottoposto a lavori di raddobbo. Nel corso del 1800 ne assunse il comando il capitano di vascello Pierre Augustin Moncousu. Il vascello fu radiato nel 1807 e convertito in nave trasporto, per essere demolito nell'ottobre 1808.

### Fonti
1. 1 2 3 4 5 6 7 8 9  Three Decks.
2. 1 2 3 4 5  Trois Ponts.
3. ↑  Winfield, Roberts 2017, p. 74.